# Amadou Dia Ndiaye
Pour les articles homonymes, voir Amadou Ndiaye et Ndiaye.
Amadou Dia Ndiaye, né le 2 janvier 2000 à Thiès, est un footballeur sénégalais. Il évolue au poste d'attaquant au Stade tunisien.

## Biographie
Amadou Dia Ndiaye commence sa carrière à Génération Foot, filiale sénégalaise du club français de Metz. Il remporte le championnat du Sénégal en 2017. Lors de la saison 2017-2018, il devient meilleur buteur du championnat avec 16 buts, tandis que son club termine 2e du championnat et remporte la coupe nationale. Il a été nommé meilleur joueur local en 2018.
En juillet 2018, il rejoint le FC Metz  relégué en Ligue 2 avec un de ses coéquipiers Cheikh Tidiane Sabaly. Il fait ses débuts avec son nouveau club le 18 novembre 2018 en coupe de France lors d'un match face au Sarreguemines Football Club, un club de national 3.Il entre alors à la centième minute à la place de Farid Boulaya.
En février 2019, il participe à la CAN junior au Niger. Lors du dernier match du premier tour, il contribue à la large victoire (5-1) face au Burkina Faso avec un doublé. En finale, il inscrit le but égalisateur qui permet aux Lionceaux d'aller en prolongation. Il rate cependant son tir au but, privant le Sénégal d'un premier sacre continental. Avec trois buts inscrits, il reçoit le trophée de meilleur buteur.

## Palmarès
- Coupe d'Afrique des nations des moins de 20 ans
  - Finaliste en 2019
- Championnat du Sénégal
  - Vainqueur en 2016-2017
- Coupe du Sénégal
  - Vainqueur en 2018

### Distinction personnelle
- Meilleur buteur du Championnat du Sénégal de football 2017-2018
- Meilleur buteur de la Coupe d'Afrique des nations junior 2019

Avec l’Équipe du Sénégal des moins de 20 ans de football